# Omišalj
Omišalj est un village et une municipalité située sur l'île de Krk, dans le comitat de Primorje-Gorski Kotar, en Croatie. Au recensement de 2001, la municipalité comptait 2 998 habitants, dont 86,89 % de Croates et le village seul comptait 1 790 habitants.
Omišalj abrite l'aéroport international de Rijeka, ainsi qu'un terminal pétrolier.

## Histoire
Omišalj est une des cités les plus anciennes de l'île de Krk. Construite par les Romains au IIIe siècle, elle était connue sous le nom de Fulfinium. Elle est également le site d'une basilique remontant aux premiers Chrétiens. Au XIIe siècle, la ville est mentionnée sous le nom de Castri musculi.

## Localités
La municipalité d'Omišalj compte 2 localités : Njivice et Omišalj.